# Base aérea de Tangmere

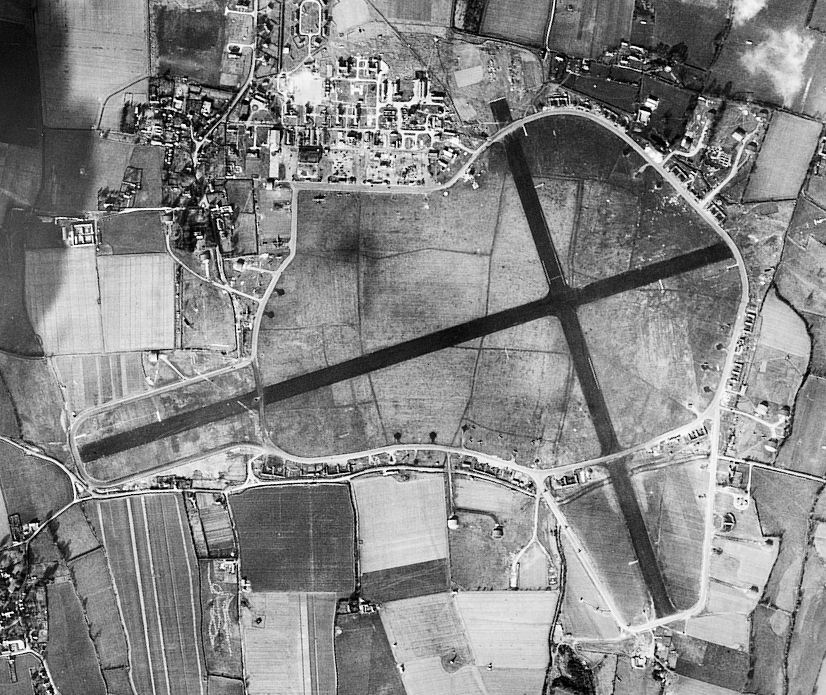
Fotografia aérea da base em 1944

A Base aérea de Tangmere foi uma base aérea da Real Força Aérea em Tangmere, a 5 quilómetros de Chichester, em West Sussex, Inglaterra. Criada durante a Primeira Guerra Mundial, esta base aérea é famosa pelo papel desempenhado na defesa da Grã-Bretanha contra os ataques da Luftwaffe durante a Segunda Guerra Mundial. Actualmente o local alberga um museu aeronáutico.